# Ricania speculum
Ricania speculum är en insektsart som först beskrevs av Walker 1851.  Ricania speculum ingår i släktet Ricania och familjen Ricaniidae. Inga underarter finns listade i Catalogue of Life.

## Bildgalleri

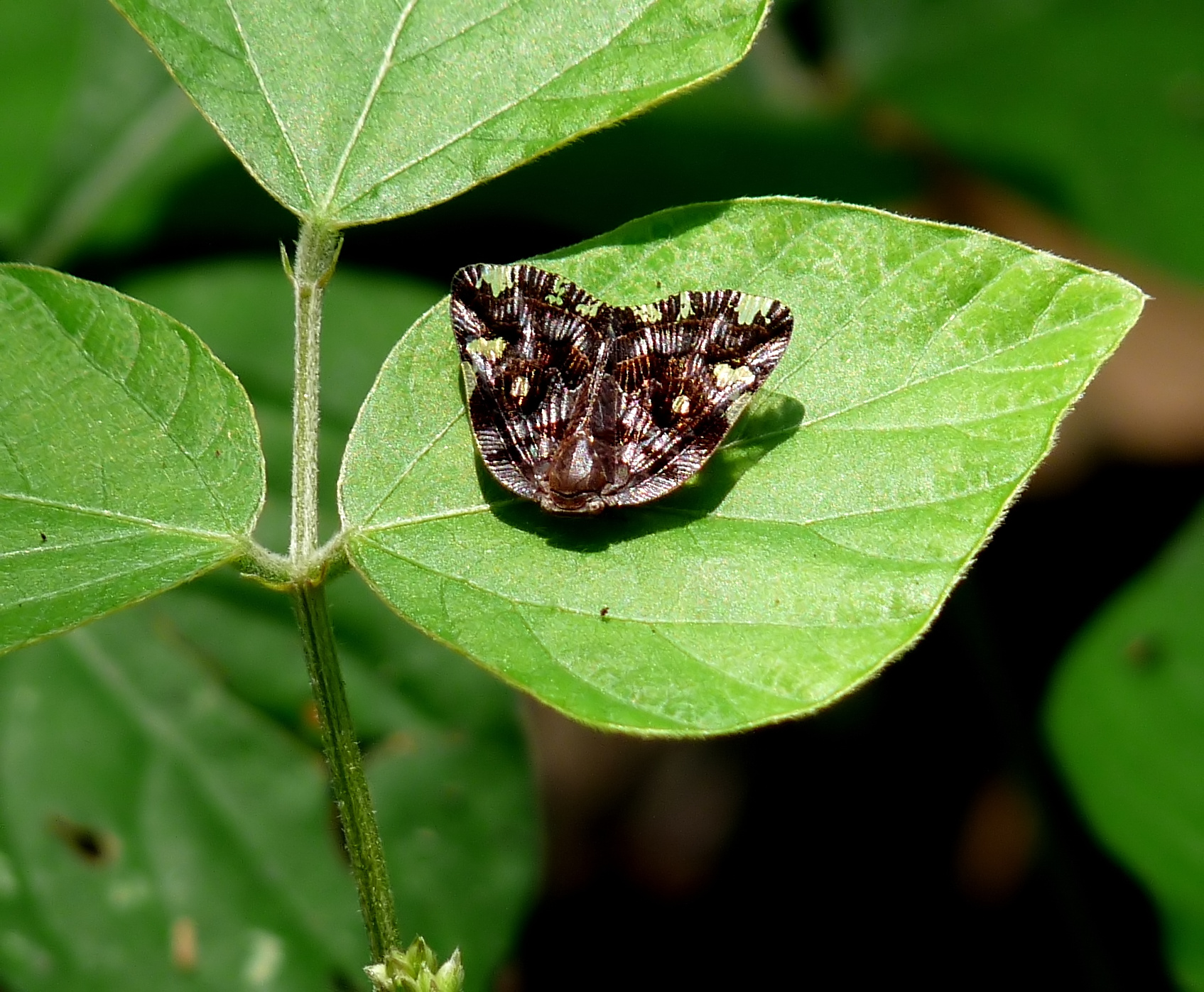
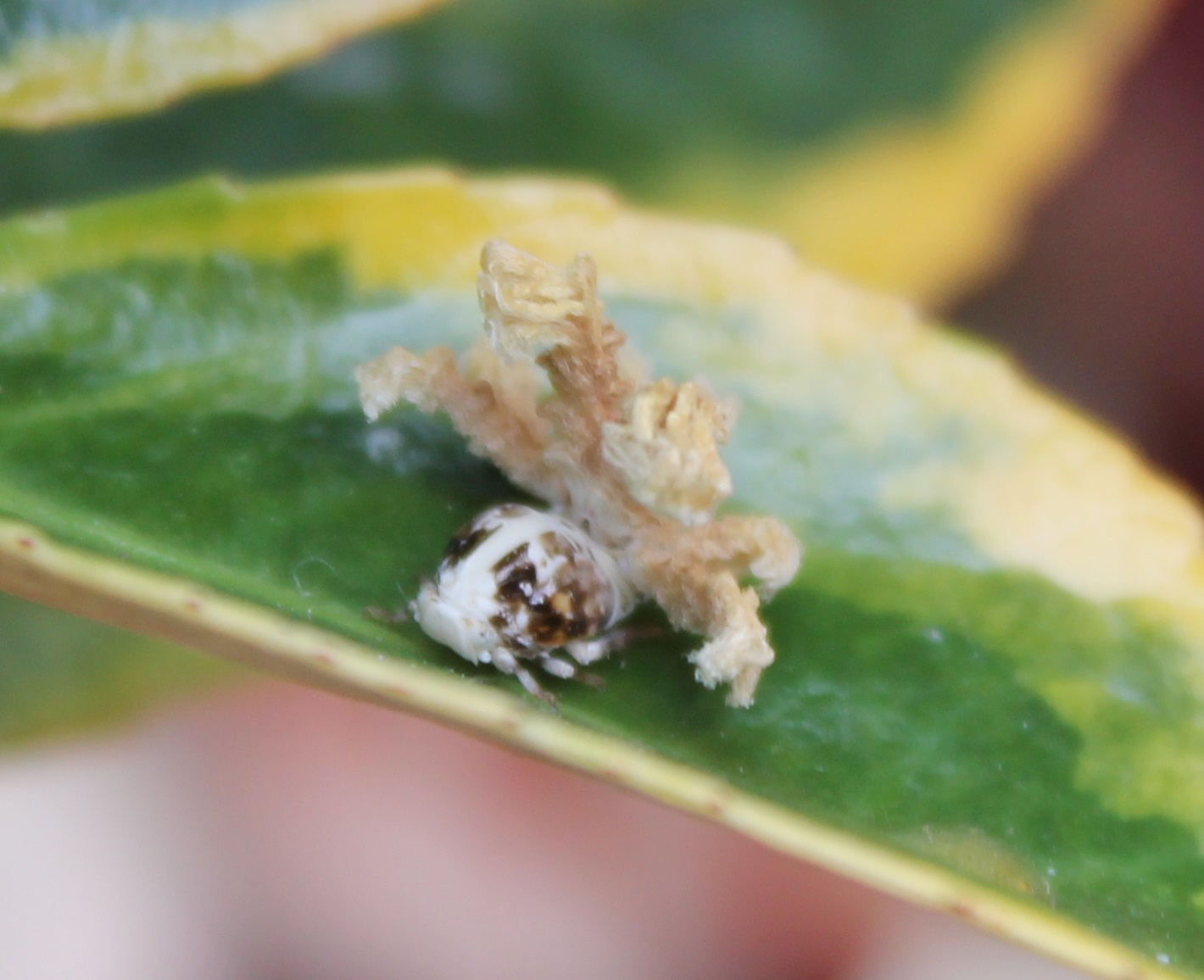